# Conservatorio de Música de Nueva Inglaterra
El Conservatorio de Música de Nueva Inglaterra (en inglés: New England Conservatory) es una escuela de música privada situada en Boston, en el estado de Massachusetts, al este de los Estados Unidos. Fue fundado en 1867 por Eben Tourjée, lo que lo convierte en el conservatorio de música más antiguo de los Estados Unidos. En la actualidad, la escuela cuenta con 750 estudiantes que cursan estudios de pregrado y posgrado, junto con más de 1500 estudiantes de la escuela preparatoria y la escuela de educación continua.
Es la única escuela de música en los Estados Unidos que es designada como un Hito histórico nacional. y se la considera una de las mejores escuelas de música del mundo. Ofrece títulos de licenciatura en interpretación de música clásica instrumental y vocal, artes musicales contemporáneas, composición musical, estudios de jazz, historia de la música y teoría de la música, así como títulos de posgrado en colaboración. piano, dirección y musicología. Además, tiene convenios con la Universidad de Harvard y con la Universidad Tufts, para crear programas conjuntos de cinco años de doble titulación.
El cuerpo docente y los exalumnos del Conservatorio de Nueva Inglaterra comprenden casi el 50% de la Orquesta Sinfónica de Boston, incluidos seis miembros de la Orden de las Artes y las Letras, catorce ganadores del Premio de Roma, 51 beneficiarios de la Beca Guggenheim y ganadores de premios en casi todos los foros musicales más importantes y respetados del mundo. Desde enero de 2020, también se han afiliado como profesores o exalumnos once beneficiarios de las Becas MacArthur.